# 만네 시그반
칼 만네 예오리 시그반(스웨덴어: Karl Manne Georg Siegbahn, 1886년 ~ 1978년)은 스웨덴의 물리학자이다. 외레브로 출신으로 룬드 대학교에 입학해 요한네스 뤼드베리의 비서 보조원을 지냈으며, 박사 학위를 수료한 이후 웁살라 대학 교수와 왕립 과학 아카데미 총재를 지냈다. 그는 시그반 형 진공 분광기를 만들었으며, 50 Å 짧은 파장까지도 사진으로 찍을 수 있는 데에 성공하여 자외선 연구에 크게 이바지하였다. 또한 X선 분광학에 관한 연구와 그 응용에 관해서 뛰어난 업적을 쌓고 X선의 M계열을 발견하였다. 이에 대한 공적으로 1924년 노벨 물리학상을 받았다.
그의 아들인 카이 시그반 또한 노벨 물리학상을 수상하였다.